# عبد المحسن بن سعود بن عبد العزيز آل سعود
الأمير عبد المحسن بن سعود بن عبد العزيز آل سعود الابن السابع عشر للملك سعود ولد في مدينة الرياض عام 1361هـ
1942م تلقى تعليمه الابتدائي والمتوسط بمعهأ الانجال سابقاً ،معهد العاصمة النموذجي حاليا في الرياض.
سافر إلى إنجلترا في عام 1379هـ ودرس في أكاديمية لندن وحصل على شهادة ال جي سي أي لندن أكاديمي ودرس الأدب الإنجليزي بأحد معاهد لندن له وتخرج من الجامعة بدرجة بكالوريوس. وذلك في عام 1383هـ.

## حياته السياسية
عاد الأمير عبدالمحسن بن سعود بن عبد العزيز آل سعود إلى المملكة العربية السعودية في أواخر عام 1383هـ وبعد أسابيع من وصوله التقى بوالده الملك سعود في الرياض بعد عودته من العلاج, وبعد مبايعة الأمير فيصل بن عبد العزيز آل سعود ملكا على البلاد, عينه الملك فيصل بن عبد العزيز آل سعود مستشار صاحب مع أنه قد تمسك بمنصبه وحضر تقريبا كل جلسة من جلسات مجلس الوزراء السعودي, وأنه كان لديه علاقات مميزة مع الملك فيصل بن عبد العزيز آل سعود وولي عهده الأمير خالد بن عبد العزيز آل سعود الذي أصبح ملكا بعد استشهاد الملك فيصل بن عبد العزيز آل سعود ووزير الداخلية الأمير فهد بن عبد العزيز آل سعود وقد اجتمع في عدة مؤتمرات دولية وسعودية وخليجية له اهتمات بالأدبي العالمي وخاصه العربي والإنجليزي له كتابات شعريه وصدر له ديوان واحد باسم همسات الليل الحزينة,
وبعد معركة 67 التي شهدت احتلال القدس الشرقية وقطاع غزة ومرتفعات الجولان وصحراء سيناء غادر المملكة إلى القاهرة ثم سوريا واجتمع مع رئيسهما في الأردن عن مشاكل فليسطنية وقرارات للسلام في فلسطين منها, انسحاب إسرائيل من الأراضي العربية التي احتلتها في 56 و67 وفي عام 1388هـ غادر المملكة عدة مرات لترأس جلسات وزراء الخارجية العرب, واجتمع من عام 1387هـ حتى وفاته في شوال 1393هـ عدة اجتمعات مع الملك فيصل وحكام العرب وأيضا قام باجتماع السري مع السادات في جدة عام 73.

## وفاته
بعد معركة أكتوبر بشهر واحد اجتمع الأمير عبد المحسن بن سعود بن عبد العزيز آل سعود مع حافظ الأسد والملك الحسين بن طلال وبعد الاجتماع كان في الطريق إلى العودة إلى الرياض وعند وصوله المطار توفي.

## الأبناء
- عهود بنت عبد المحسن بن سعود بن عبد العزيز آل سعود. متزوجة من الأمير نواف بن عبد الله بن سعود بن عبد العزيز آل سعود، ولها من الأبناء الأمير عبد المحسن، الأمير خالد، والأمير تركي، الأميرة سارة.
- خلود بنت عبد المحسن بن سعود بن عبد العزيز آل سعود. متزوجة من الأمير بدر بن عبد الله بن عبد الرحمن آل سعود، ولها من الأبناء الأميرة ديما، الأميرة سارة، الأمير مساعد، والأمير خالد.